# Brevipalpus pluchea
Brevipalpus pluchea är en spindeldjursart som beskrevs av Baker, Tuttle och Abbatiello 1975. Brevipalpus pluchea ingår i släktet Brevipalpus och familjen Tenuipalpidae. Inga underarter finns listade.